# Fiat 600 M Coriasco
Le Fiat 600 M Coriasco était un petit utilitaire fabriqué par la Carrozzeria Coriasco.

## Histoire
Durant les années d'après guerre, les constructeurs automobiles notamment les italiens proposaient quasi systématiquement une version châssis motorisé de leurs modèles. La Fiat 600 Multipla n'échappait pas à cette coutume.
Pour des raisons de réduction des coûts, la direction de Fiat imposa de conserver toute la partie arrière de la Fiat 600 de base incluant le compartiment moteur et toute la partie mécanique. 
Comme bon nombre d'ateliers de carrosserie indépendants, très nombreux à l'époque, la société Coriasco acheta les châssis Fiat du 600 Multipla pour réaliser sa version spécifique du modèle. Il faut souligner que la filiale de Fiat, OM fabriquait déjà un petit fourgon sur cette même base, qui était distribué dans le réseau officiel Fiat du département véhicules commerciaux. 
Coriasco présenta au Salon de Bruxelles, en mars 1956, le Fiat 600 M Coriasco sur la base du 600 Multipla. C'était un petit fourgon classique, qui gardait la face avant du Multipla, comme le cahier des charges imposé par Fiat l'exigeait. 
La gamme comprenait plusieurs variantes : 
- fourgon tôlé avec deux ou trois portes, une à gauche et deux à droite ;
- fourgon "exposition" entièrement vitré pour servir de vitrine durant les marchés ou les foires, une version avec une seule porte d'accès pour le conducteur était offerte en option ;
- ambulance aménagée :
- minibus à 6 places ;
- pick-up ou plus communément appelé « camioncino » en Italie.

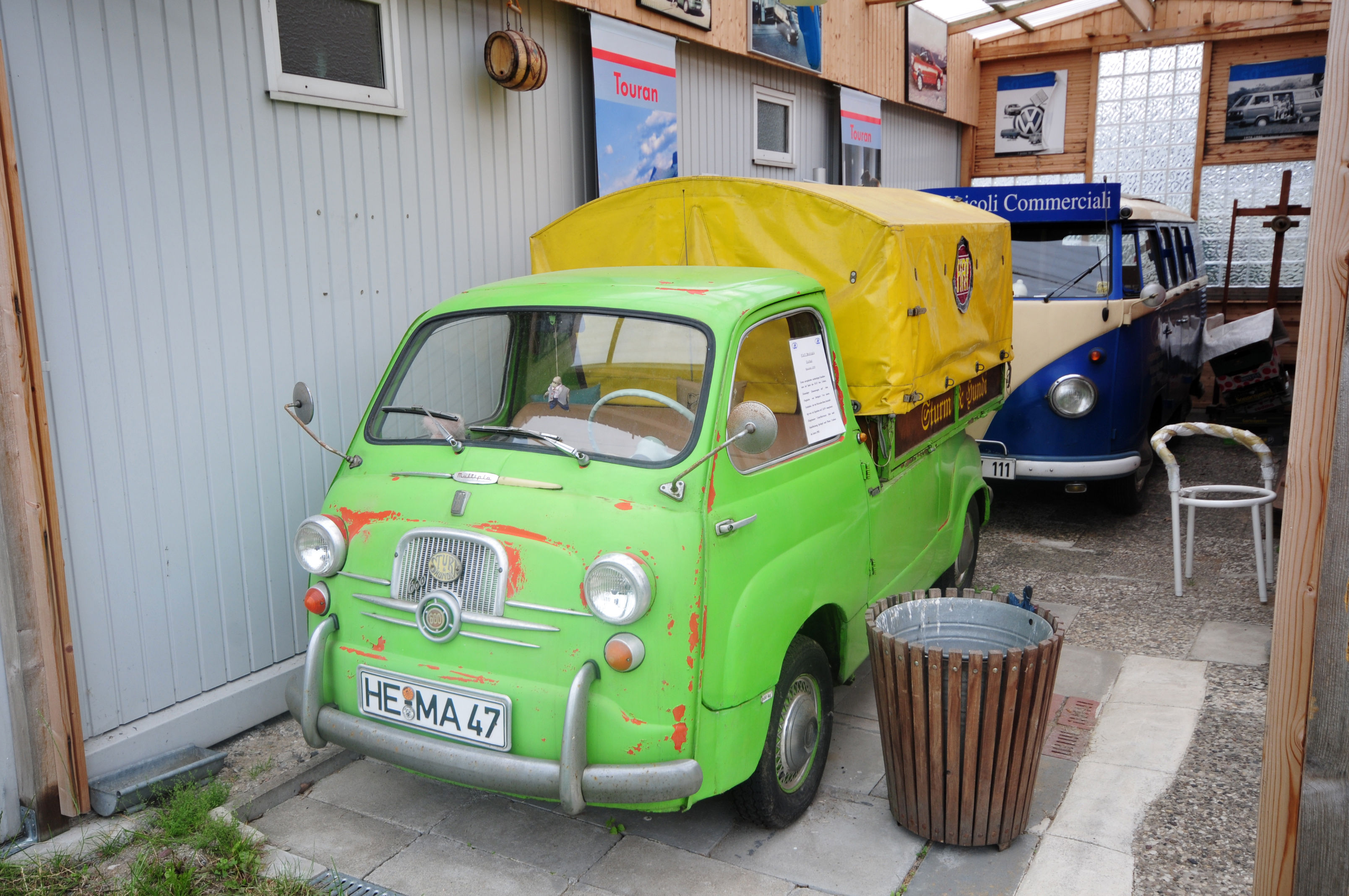
Fiat Multipla camioncino Coriasco.

Bien que concurrent direct du modèle Fiat-OM, et distribué directement par le réseau Fiat, ce petit fourgon a connu une carrière exceptionnelle ; il sera vendu à plus de 10.000 exemplaires dans sa première série entre 1956 et 1960. 
Avec l'apparition de la seconde série de la Fiat 600 Multipla qui ne différait que par sa mécanique, moteur de 767 cm3, et l'aménagement intérieur, Coriasco poursuivit la fabrication de son modèle dès l'automne 1960 jusqu'en 1962, lors de l'arrêt de production par Fiat. Par contre, Coriasco utilisera à partir de cette date la base du nouveau Fiat 600 T, petit fourgon qui évoluera au fil des ans en se transformant en 850 T - 900 T puis 900 E.

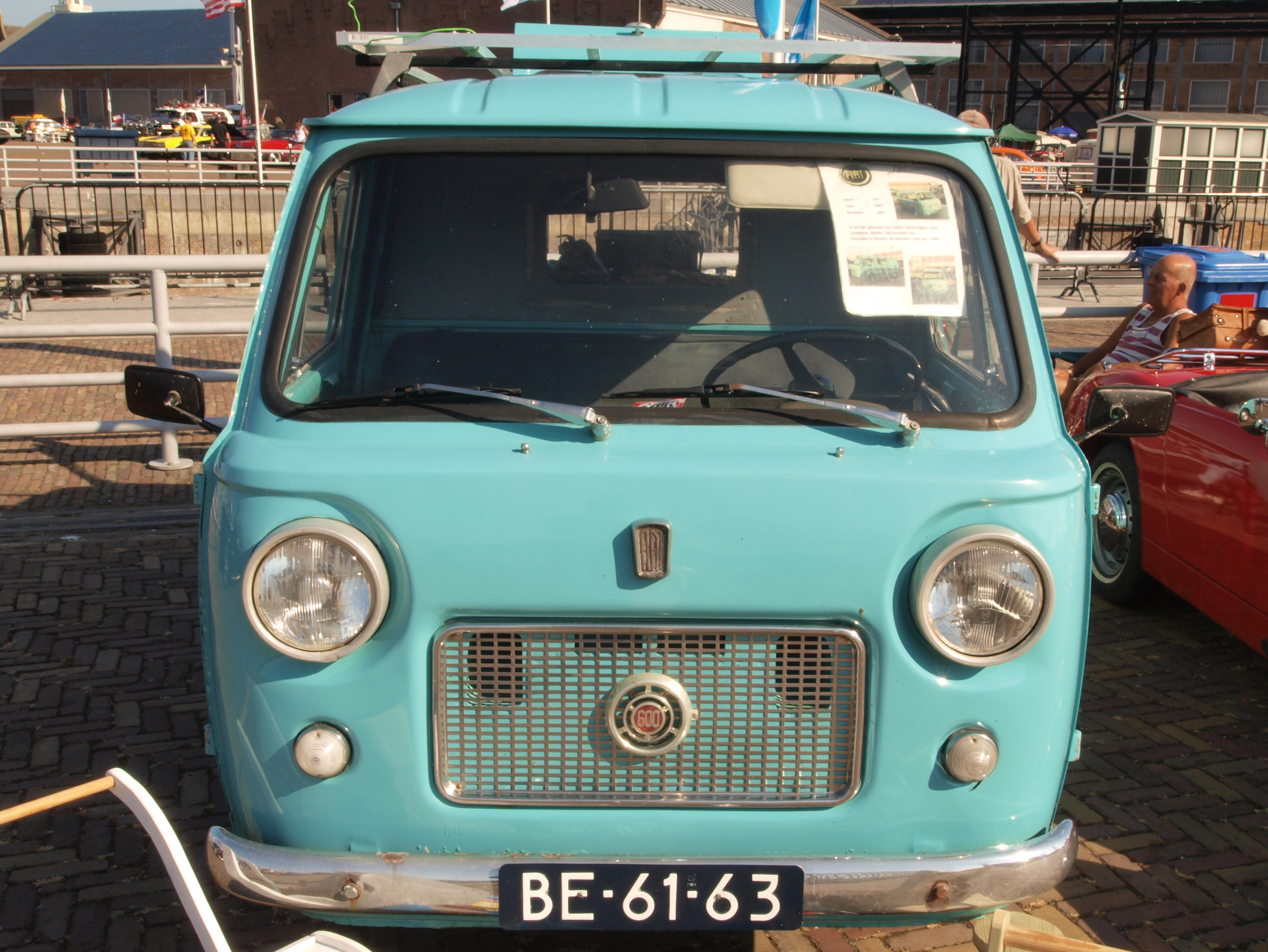
Fiat 600 T (1962).

## Curiosité
Malgré l'engouement des automobilistes américains pour les voitures extra large, à cette époque, Fiat a immatriculé plusieurs centaines de ce véhicule outre atlantique tout comme les versions de plage. 

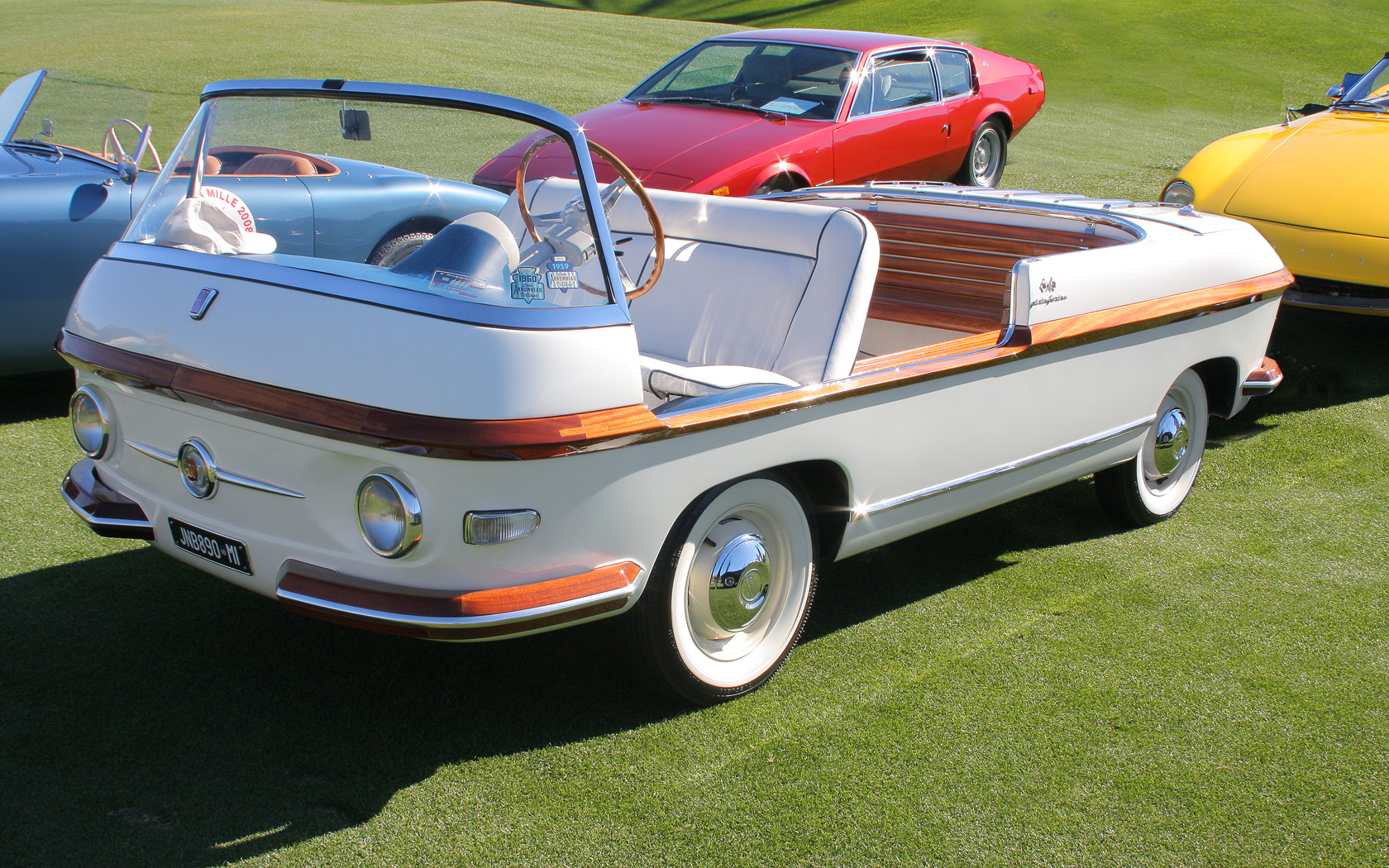
Fiat 600 Multipla Eden Roc par Pininfarina.